# Turnierkategorie (Schach)
Als Turnierkategorie bezeichnet man im Schach die Einordnung der Stärke eines Schachturniers, die sich aus der durchschnittlichen Stärke der Teilnehmer ergibt. Damit wird eine Vergleichbarkeit moderner Schachturniere möglich.
Der Weltschachbund zog einst Turnierkategorien zur Vergabe von Titeln heran, änderte dies jedoch später, sodass die individuelle Gegnerschaft und nicht das allgemeine Niveau eines Turniers stärker gewichtet ist. Somit können Titel beispielsweise auch in offenen Turnieren durch gute Ergebnisse gegen Spieler mit entsprechend hoher Wertungszahl erreicht werden.
Aktuelle Top-Turniere erreichen die Kategorien 20 (2726–2750 Elo-Punkte) bis 23 (2801–2825 Elo-Punkte). 

## Kategorietabelle
In Abschnitten von jeweils 25 Elo-Punkten ergeben sich aufsteigend numerisch die Kategoriebezeichnungen, angefangen bei Kategorie 1 für 2251–2275 Elo-Punkte.
| Kat. | Elospanne |
| ---- | --------- |
| I    | 2251–2275 |
| II   | 2276–2300 |
| III  | 2301–2325 |
| IV   | 2326–2350 |
| V    | 2351–2375 |
| VI   | 2376–2400 |
| VII  | 2401–2425 |
| VIII | 2426–2450 |

| Kat. | Elospanne |
| ---- | --------- |
| IX   | 2451–2475 |
| X    | 2476–2500 |
| XI   | 2501–2525 |
| XII  | 2526–2550 |
| XIII | 2551–2575 |
| XIV  | 2576–2600 |
| XV   | 2601–2625 |
| XVI  | 2626–2650 |

| Kat.  | Elospanne |
| ----- | --------- |
| XVII  | 2651–2675 |
| XVIII | 2676–2700 |
| XIX   | 2701–2725 |
| XX    | 2726–2750 |
| XXI   | 2751–2775 |
| XXII  | 2776–2800 |
| XXIII | 2801–2825 |

## Bisherige Turniere der höchsten Kategorien

### Offene Turniere
Die Kategorie 23 erreichten bisher zwei Turniere
| Turnier                | Ort       | Jahr | Elo-Durchschnitt          | Quelle |
| ---------------------- | --------- | ---- | ------------------------- | ------ |
| Sinquefield Cup 2014   | St. Louis | 2014 | 2801,7 (aufgerundet 2802) | [ 1 ]  |
| Zürich Chess Challenge | Zürich    | 2014 | 2800,8 (aufgerundet 2801) | [ 2 ]  |

Die Kategorie 22 wurde bislang bei folgenden Turnieren erreicht, sortiert nach Elo-Durchschnitt:
| Turnier                        | Ort                  | Jahr | Elo-Durchschnitt | Quelle |
| ------------------------------ | -------------------- | ---- | ---------------- | ------ |
| Norway Chess                   | Stavanger            | 2017 | 2796,8           | [ 3 ]  |
| Sinquefield Cup                | St. Louis            | 2013 | 2794,8           | [ 4 ]  |
| Sinquefield Cup                | St. Louis            | 2015 | 2794,6           | [ 5 ]  |
| Norway Chess                   | Stavanger            | 2025 | 2790,7           |        |
| Norway Chess                   | Stavanger            | 2018 | 2790,6           | [ 6 ]  |
| Grand Slam Masters Final       | Bilbao               | 2010 | 2788,8           | [ 7 ]  |
| Sinquefield Cup                | St. Louis            | 2017 | 2787,7           | [ 8 ]  |
| Sinquefield Cup                | St. Louis            | 2018 | 2787,5           | [ 9 ]  |
| Kandidatenturnier London 2013  | London               | 2013 | 2786,5           | [ 10 ] |
| Grand Slam Masters 2015        | Bilbao               | 2015 | 2785,8           | [ 11 ] |
| Kandidatenturnier Berlin 2018  | Berlin               | 2018 | 2785,6           | [ 12 ] |
| London Chess Classic           | London               | 2016 | 2785,2           | [ 13 ] |
| London Chess Classic           | London               | 2015 | 2784,2           | [ 14 ] |
| Zürich Chess Challenge         | Zürich               | 2015 | 2784,0           | [ 15 ] |
| Norway Chess                   | Stavanger            | 2019 | 2783,8           | [ 16 ] |
| Sinquefield Cup                | St. Louis            | 2019 | 2782,5           | [ 17 ] |
| Norway Chess                   | Stavanger            | 2015 | 2781,9           | [ 18 ] |
| Grand Chess Tour Croatia       | Zagreb               | 2019 | 2781,8           | [ 19 ] |
| Grand Slam Masters Final       | São Paulo und Bilbao | 2012 | 2781,2           | [ 20 ] |
| Grand Slam Masters Final       | São Paulo und Bilbao | 2011 | 2780,2           | [ 21 ] |
| Shamkir Chess                  | Şəmkir               | 2014 | 2780,2           | [ 22 ] |
| London Chess Classic Super Six | London               | 2014 | 2779,8           | [ 23 ] |
| Norway Chess                   | Stavanger            | 2024 | 2779,2           | [ 24 ] |
| Sinquefield Cup                | St. Louis            | 2016 | 2778,6           | [ 25 ] |
| Shamkir Chess                  | Şəmkir               | 2019 | 2778,2           | [ 26 ] |
| Kandidatenturnier Moskau 2016  | Moskau               | 2016 | 2777,8           | [ 27 ] |
| Masters Final                  | Bilbao               | 2016 | 2777,7           | [ 28 ] |
| Tal Memorial                   | Moskau               | 2013 | 2777,4           | [ 29 ] |
| Tal Memorial                   | Moskau               | 2011 | 2776,4           | [ 30 ] |
| Tal Memorial                   | Moskau               | 2012 | 2776,4           | [ 31 ] |

### Turniere der Frauen
Das höchstgewertete Turnier, das ausschließlich mit Frauen besetzt war, war das Kandidatenturnier der Frauen Kasan 2019 zur Schachweltmeisterschaft der Frauen 2020. Es hatte einen Elo-Durchschnitt von 2531,6 und erreichte damit eine Kategorie 12.